# لوار بارتون
لوار بارتون (انگلیسی: LeVar Burton؛ زادهٔ ۱۶ فوریهٔ ۱۹۵۷) یک بازیگر و کارگردان اهل ایالات متحده آمریکا است. وی از سال ۱۹۷۶ میلادی تاکنون مشغول فعالیت بوده است.
از فیلم‌ها یا برنامه‌های تلویزیونی که وی در آن نقش داشته است می‌توان به پیشتازان فضا: نسل بعدی، پیشتازان فضا: شورش، پیشتازان فضا: اولین برخورد، علی اشاره کرد.
بارتون برنده جایزه امی برنامه‌های روز و جایزه گرمی در سال ۲۰۰۰ شده است.